# Vanellus macropterus
La pavoncella caruncolata di Giava (Vanellus macropterus, Wagler, 1827), è un rarissimo uccello, probabilmente estinto, della famiglia dei Charadriidae.

## Sistematica
Vanellus macropterus non ha sottospecie, è monotipico.

## Distribuzione e habitat
Questo uccello vive unicamente sull'isola di Giava in Indonesia. L'ultimo avvistamento documentato risale al 1940; un recente avvistamento (non confermato) del 2002, ha fatto cambiare la classificazione IUCN da "Possibilmente estinto" a "In pericolo critico", in attesa di ulteriori ricerche.